# قسم بوئين الريفي (مقاطعة بانة)
قسم بوئین الريفي (بالفارسية: دهستان بوئین) هي منطقة سكنية تقع في إيران في ناحية ننور. يقدر عدد سكانها بـ 5,172 نسمة .